# Knittelsheim
Knittelsheim est une municipalité de la Verbandsgemeinde Bellheim, dans l'arrondissement de Germersheim, en Rhénanie-Palatinat, dans l'ouest de l'Allemagne.

## Références

Localisation de Knittelsheim dans la Verbandsgemeide et dans l'arrondissement

## Politique
|      | SPD | CDU | FWG | Zik | Total     |
| 2009 | 1   | 7   | 5   | 3   | 16 Sièges |
| 2004 | 1   | 7   | 3   | 1   | 12 Sièges |